# 독일의 철도 정거장 코드
독일의 철도 정거장 코드는 독일의 철도 시설 소유자별 정거장을 목록화한 것(독일어: Betriebsstellenverzeichnis, 과거 Bahnamtliches Betriebsstellenverzeichnis)의 코드 부분이다. 각각 정거장은 코드(Abkürzung), 명칭(Namen), 유형(Art)이 배당되어 있다. 공식적인 지칭은 RIL 100이지만 독일연방철도 시기의 명칭인 DS100도 사용되고 있다.

## 역사

### 1949년까지의 독일국영철도
독일국영철도의 정거장 목록 체계는 다음 Dienstvorschriften(DV)에 포함되어 있다.
- DV 733: Amtliches Bahnhofsverzeichnis der Deutschen Reichsbahn und der deutschen Privatbahnen sowie Kleinbahnen mit Güterverkehr(독일국영철도, 독일의 사유 철도, 화물 영업을 하는 지역 철도의 공식적 정거장 명칭 목록).
- DV 907: Verzeichnis der Maschinenämter, Bahnbetriebswerke, Bahnbetriebswagenwerke, Lokomotivbahnhöfe, Bahnhofsschlossereien und Hilfszüge(철도차량 지국, 철도 기지, 철도 객차 기지, 기관차역, 철도역 열쇠공, 구난 열차의 목록).
- (DV 100: Personalvorschriften Teil I Beamtenrecht)[1]

### 독일연방철도
1951년 이후 서독의 독일연방철도에서는 다음 Druckschriften(DS)으로 정거장 목록 체계를 관리했다.
- 100: Verzeichnis der Abkürzungen(약어 목록)
- 100/1: Verzeichnis der Abkürzungen – Allgemeine Abkürzungen(약어 목록: 일반적인 약어)
- 100/2: Verzeichnis der Abkürzungen – Bahnhöfe und Betriebsstellen(약어 목록: 철도역과 정거장)
- 100/3: Verzeichnis der Abkürzungen – Dienststellennummern der Bahnhöfe und Betriebsstellen(약어 목록: 철도역과 정거장의 번호)[2]

### 도이체 반
도이체 반 출범 이후에는 정거장 목록을 DB Netz의 Regelwerk 100의 체계로 관리한다. 각각 Regelwerk는 아래 Richtlinien(Ril)으로 구성되어 있다.
- 100.0001: Abkürzungen für Örtlichkeiten nutzen; Abkürzungen bilden und Codierungsschlüssel(지역에 대한 약어, 약어 구성 방법과 각각의 의미)
- 100.0002: Abkürzungen für Örtlichkeiten nutzen, Örtlichkeiten mit Abkürzungen(지역에 대한 약어, 약어가 배당된 지역)
- 100.0003: Abkürzungen mit Örtlichkeiten nutzen, Abkürzungen der Örtlichkeiten(약어가 있는 지역)

## 구성
정거장 목록의 각각 항목은 약어 코드(Abkürzung), 명칭(Name), 유형(Art)으로 구성된다.

### 코드
코드의 첫 번째 글자는 정거장이 위치한 지역에 대응한다. 독일 국내의 정거장은 과거의 연방철도 철도국(Bundesbahndirektion, BD) 및 국영철도 철도국(Reichsbahndirektion, Rbd)에서 유래하며, 철도국이 있었던 중심 도시의 첫 글자와 대응된다. 예를 들면 하노버의 H, 프랑크푸르트암마인의 F, 뮌헨의 M이다. 에센(Essen)/에르푸르트(Erfurt), 하노버(Hannover)/할레(Halle), 자르브뤼켄(Saarbrücken)/슈투트가르트(Stuttgart)/슈베린(Schwerin), 쾰른(Köln)/카를스루에(Karlsruhe)와 같이 첫 글자가 겹치는 경우에는 다른 겹치지 않는 글자를 사용했다.
두 번째 이후의 글자는 각각 정거장 명칭의 약칭이며, 지역별로 별도의 체계가 적용되어 있다. 예를 들어 MA는 뮌헨 지역-아우크스부르크를 의미한다. 최대 4글자까지 올 수 있으며, 예를 들어 EMSTP는 에센 지역-뮌스터-여객역을 의미한다.
독일 외부에 있는 정거장은 첫 번째 글자 X와 Z 아래에 분류되어 있고, 두 번째 글자는 각각 정거장이 있는 국가를 의미한다. 예를 들어 XDKH는 외국 X-덴마크-코펜하겐 중앙역을 의미한다. 과거에는 X는 서유럽, Z는 동유럽으로 분류했으나 더 이상 이 분류를 사용하지는 않는다. 다른 나라의 철도 시설 사업자가 설정한 코드와는 별개의 체계를 갖는다.
노선 번호(VZG-Streckennummer)가 변경되는 지점은 첫 번째 글자 Y 아래에 분류되어 있다.
코드 맨 끝 글자가 X이면 유지보수 기지(Ausbesserungswerk, AW)를 의미한다. 예를 들어 LDX는 데사우 기지(AW Dessau), KKROX는 크레펠트 오품 기지(AW Krefeld-Oppum)를 의미한다. 기관차와 객차의 마지막 검수 기록 표기(Revisionsraster)에 사용되며, 해당 차량이 배속된 기지와 마지막 중검수 시점이 표기되어 있다.
지역별 첫 글자의 의미는 다음과 같다.
A함부르크(Hamburg, A=알토나)
B베를린(Berlin)
D드레스덴(Dresden)
E에센(Essen)
F프랑크푸르트암마인(Frankfurt)
H하노버(Hannover)
K쾰른(Köln)
L할레(Halle)
M뮌헨(München)
N뉘른베르크(Nürnberg)
R카를스루에(Karlsruhe)
S자르브뤼켄(Saarbrücken)
T슈투트가르트(Stuttgart)
U에르푸르트(Erfurt)
W슈베린(Schwerin)
운영상의 정거장은 다음 첫 글자 아래에 분류되어 있다.
I16.7 Hz 급전 시설(고정, 가변)
Q50 Hz 급전 시설
V내연기관 열차(Verbrennungsfahrzeuge)의 주유 시설
Y노선 번호 변경
독일 국외의 정거장은 다음 첫 글자 아래에 분류되어 있다.
C화물 철도 운영사의 독일 국외 정거장
J화물 철도 운영사의 독일 국외 정거장
O유럽 시간표 센터(Europäisches Fahrplanzentrum)에 통합된 독일 국외 정거장
P유럽 시간표 센터(Europäisches Fahrplanzentrum)에 통합된 독일 국외 정거장
X독일 국외 정거장(예: 파리 동역의 XFPO)
Z독일 국외 정거장(예: 빌뉴스역의 ZLV)
X, Z 다음에 오는 국가 코드는 다음과 같다. 일부 국가 코드는 각 국가의 독일어 명칭의 첫 글자에 대응된다.
- XA: 오스트리아
- XB: 벨기에
- XC: 러시아
- XD: 덴마크
- XE: 스페인
- XF: 프랑스
- XG: 그리스
- XH: 핀란드
- XI: 이탈리아
- XJ: 세르비아
- XK: 영국
- XL: 룩셈부르크
- XM: 헝가리
- XN: 네덜란드
- XO: 노르웨이
- XP: 폴란드
- XQ: 터키
- XR: 크로아티아
- XS: 스위스
- XT: 체코
- XU: 루마니아
- XV: 스웨덴
- XW: 불가리아
- XX: 포르투갈
- XY: 슬로바키아
- XZ: 슬로베니아
- ZA: 북마케도니아
- ZB: 보스니아 헤르체고비나
- ZE: 에스토니아
- ZI: 아일랜드
- ZK: 카자흐스탄
- ZL: 리투아니아
- ZM: 몰도바
- ZT: 라트비아
- ZU: 우크라이나

### 명칭
각각 정거장의 명칭이며, 직접적인 정거장이 아닌 국경 지점이나 철도연락선의 기점에도 사용된다. 예를 들어 Lübeck-Travemünde Skandinavienkai Grenze가 있다.

### 유형
각각 정거장의 유형은 다음과 같다.
Abzw분기점(Abzweig)
Anst전용선 분기점(Anschlussstelle)
Awanst전용선 분기점(Ausweichanschlussstelle)
Bf철도역(Bahnhof)
Bft철도역의 부분(Bahnhofsteil)
Bk신호소(Blockstelle)
Bush버스 정류장(Bushaltestelle)
Dkst본선상의 정거장(Deckungsstelle)
Est열차 승무원 사무소(Einsatzstelle für Zugpersonal)
FwstFernwirkstelle
Gp국경 통과점(Grenzpunkt)
Hp운전 취급이 불가능한 역(Haltepunkt)
LGr주계(Landesgrenze)
LWLaufweg
Museum박물관역(Museumsbahnhof)
PDGrProduktionsdurchführungsgrenze
RBGr철도국 지역 경계(Regionalbereichsgrenze)
SbkSelbsttätige Blockstelle
SchstrSchutzstrecke
SlstSchiffslandestelle
SpSchaltposten
Strw선로 전환점(Streckenwechsel)
TpTarifpunkt
Urw변전소(Umrichterwerk)
Uw급전소(Unterwerk)
Üst건넘선(Überleitstelle)
Zes중앙 급전소(Zentralschaltstelle)
NE-*연방 소속이 아닌 철도(Nichtbundeseigene Eisenbahn)
vp-*임대(verpachtet)

## 예제
본 바트고데스베르크의 역의 경우, 쾰른 지역 철도국에 속해 있기 때문에 K로 시작한다. 나머지 글자는 역명의 주요 글자에서 따 온 Bonn-Bad Godesberg, BBG가 온다. 전체 역 코드는 KBBG가 된다. 정거장 유형은 철도역(Bf)이다.
| 약어  | 이름                               | 유형  |
| ----- | ---------------------------------- | ----- |
| AA    | 함부르크 알토나                    | Bf    |
| AA 2  | 함부르크 알토나 (EST)              | Est   |
| AA K  | 함부르크 알토나 화물역 (Ak)        | Bft   |
| AA N  | 함부르크 알토나 (An)               | Bft   |
| AA P  | 함부르크 알토나 (Ap)               | Bft   |
| AA W  | 함부르크 알토나 카이               | Bft   |
| AAS   | 함부르크 알토나 (S반)              | Bf    |
| AH    | 함부르크 중앙역                    | Bf    |
| EPD   | 파더보른                           | Bf    |
| HC    | 첼레                               | Bf    |
| HH    | 하노버 중앙역                      | Bf    |
| HHAS  | 하스테                             | Bf    |
| HHM   | 하멜른                             | Bf    |
| HM    | 민덴                               | Bf    |
| KBBGG | 본 바트 고데스베르크 화물역        | Bf    |
| KZU   | 오이스키르헨 추커파브리크          | Hp    |
| LSTI  | 슈티게                             | NE-Bf |
| NHO   | 호프 중앙역                        | Bf    |
| YLLCI | 켐니츠 힐버스도르프 Strw 6258/6257 | Strw  |

도이체 반의 오픈 데이터 정책에 따라서 크리에이티브 커먼즈 라이선스로 공개되어 있다.